# Calceolaria crenatiflora
Calceolaria crenatiflora är en toffelblomsväxtart som beskrevs av Antonio José Cavanilles. Calceolaria crenatiflora ingår i släktet toffelblommor, och familjen toffelblomsväxter. Inga underarter finns listade i Catalogue of Life.